# Voice of Baceprot
Voice of Baceprot ist eine im Jahr 2014 gegründete Alternative-Metal-Band aus Singajaya im Regierungsbezirk Garut, Westjava, Indonesien.

## Geschichte

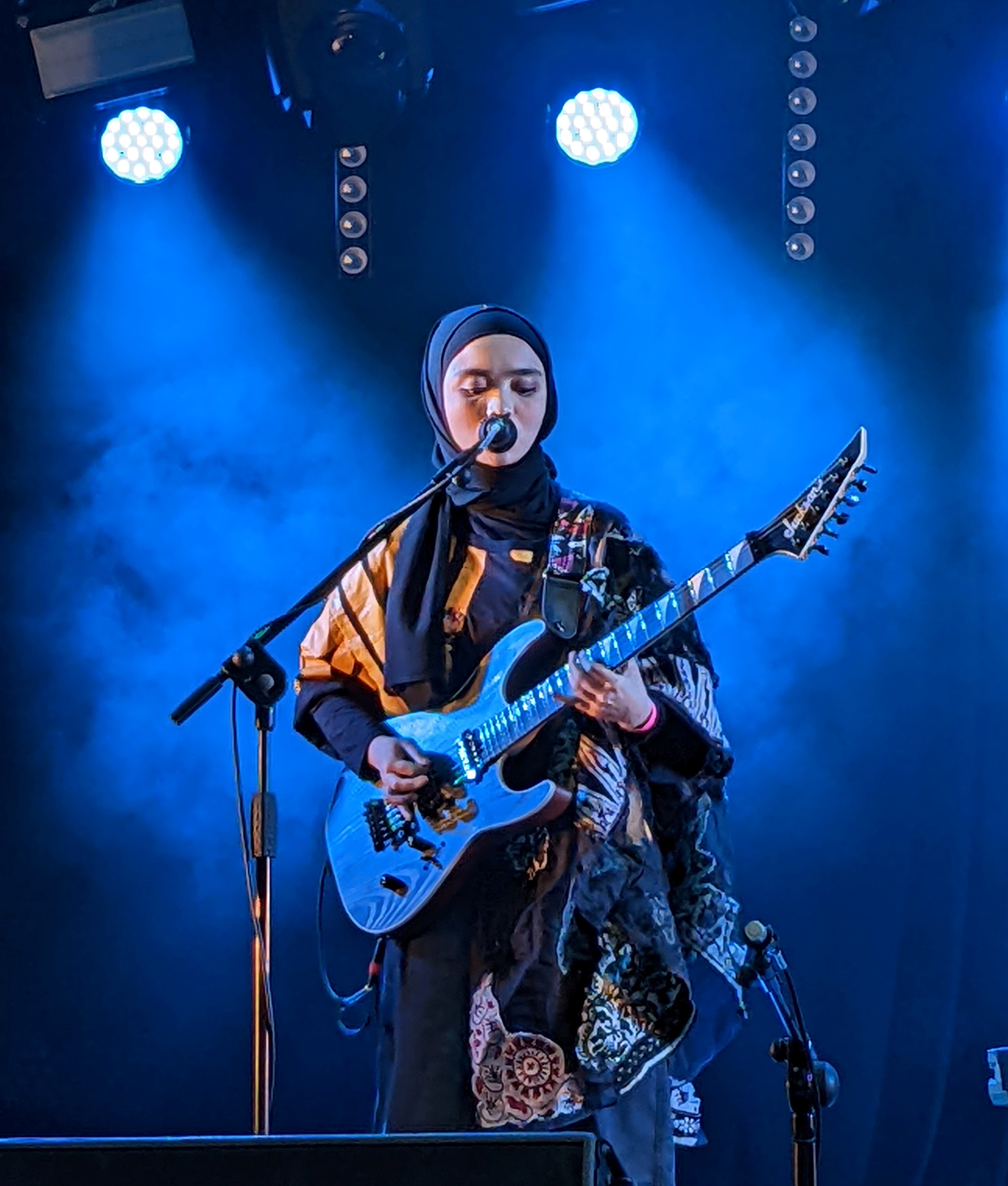
Firda Marsya Kurnia, Gitarre
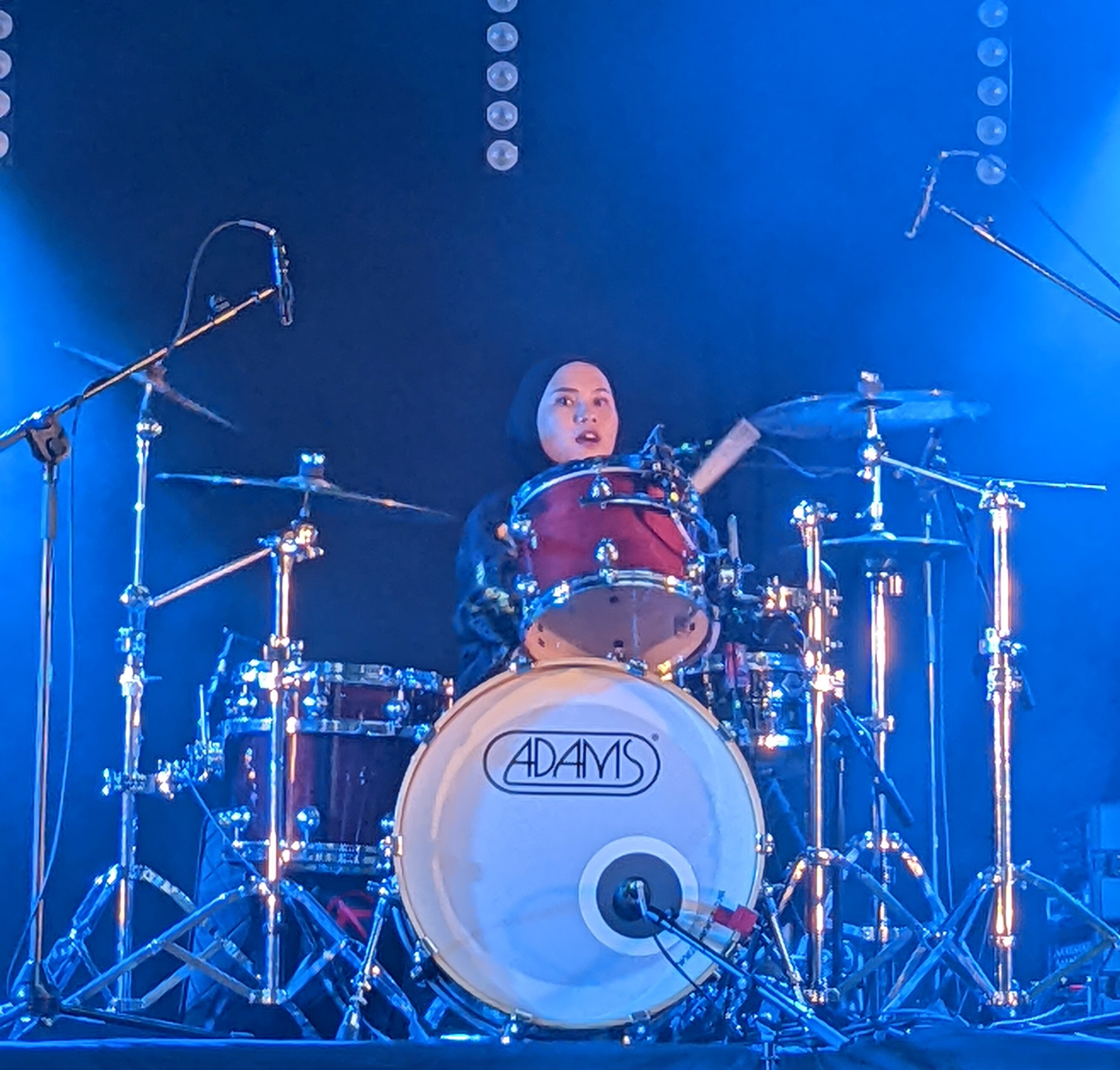
Euis Siti Aisyah, Schlagzeug
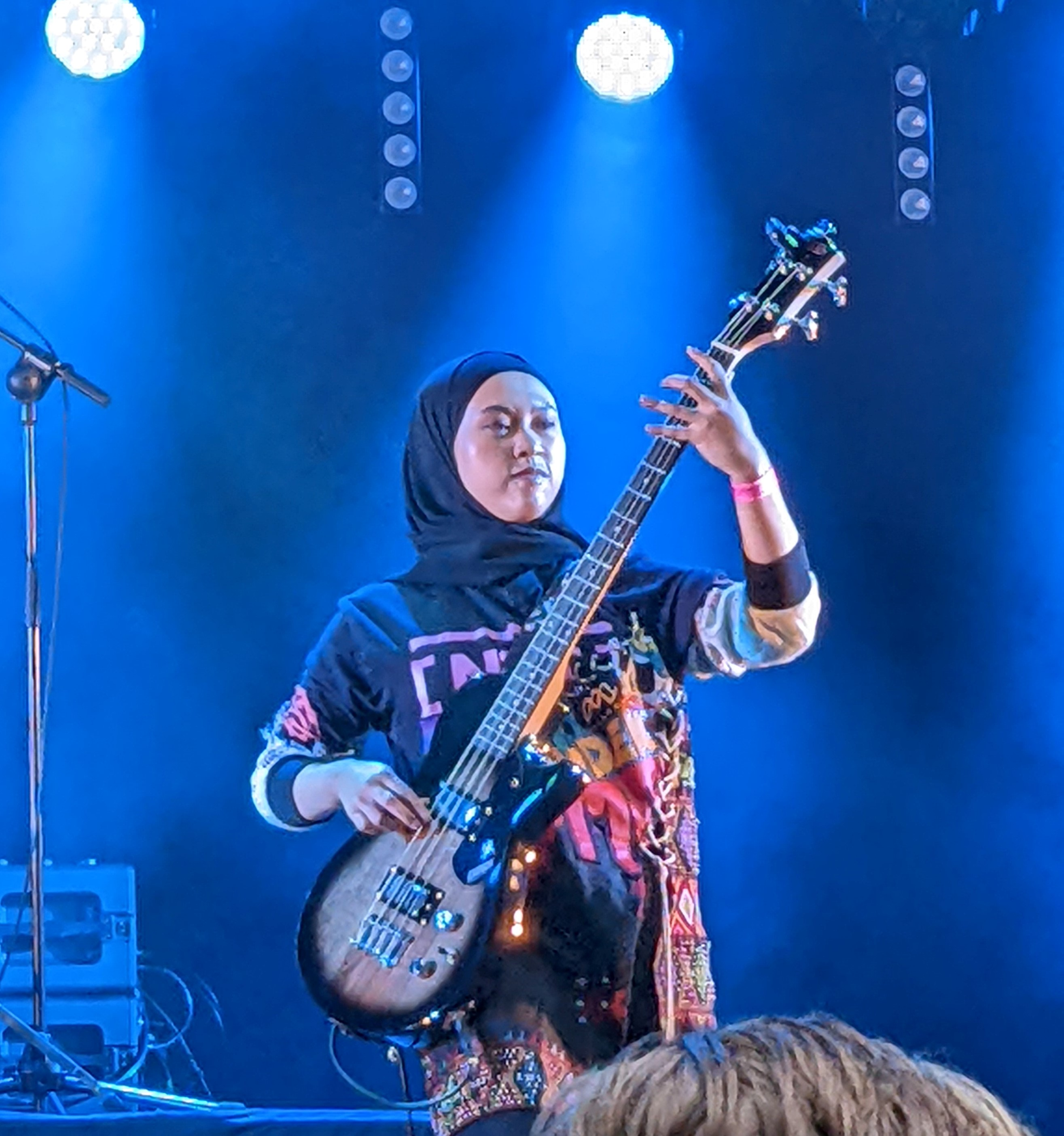
Widi Rahmawati, Bass

Gegründet wurde die Gruppe im Jahr 2014 von Sängerin und Gitarristin Firda Marsya Kurnia, Bassistin Widi Rahmawati sowie von der Schlagzeugerin Euis Siti Aisyah zunächst als Coverband, die Stücke von Gruppen wie Rage Against the Machine, Slipknot, den Red Hot Chili Peppers oder Metallica nachspielten und diese Coverversionen auf YouTube veröffentlichten. Die Musikerinnen stammen aus Singajaya, einer Stadt im Regierungsbezirk Garut, die im Westen der Insel Java liegt.
Ihr musikalisches Interesse am Metal wurde geweckt, als sie das Album Toxicity von System of a Down auf dem Laptop ihres Lehrers fanden und einige Lieder des Albums anhörten. Dieser Lehrer, Abah Eerza, inspirierte sie, Instrumente spielen zu lernen und an Musikwettbewerben teilzunehmen. Eerza wurde später zum Bandmanager und Liedtexter der Band.
Wegen der Gegensätzlichkeit ihrer Musik und ihrer religiösen Einstellung – so tragen alle drei Mitglieder der Band bei Auftritten einen Hidschāb – wurden die Musikerinnen von mehreren konservativen Muslimen in ihrer Heimatstadt kritisiert, erhielten aus anderen Kreisen aber viel Zuspruch. Auch die Eltern der Musikerinnen verboten den Mädchen anfangs, Musik zu machen.
Im Jahr 2018 unterzeichnete die Band einen Vertrag mit der Künstleragentur Amity Asia aus Jakarta. Kurz darauf veröffentlichte das Trio seine Debütsingle School Revolution, die auf großes Interesse in den Medien stieß und der Band mehrere Auftrittsanfragen für internationale Musikfestivals einbrachte. Dieses Lied wurde 2022 in mehreren Versionen als Remix-EP neu veröffentlicht. Bei der Erarbeitung der EP arbeitete die Band unter anderem mit dem Grammy-nominierten Timo Maas und dem deutschen House-DJ André Winter zusammen. Im November 2018 wurden die Musikerinnen von Guns-n’-Roses-Gitarrist Slash eingeladen, nach einem Konzert seiner Band in Jakarta in den Backstage-Bereich zu kommen. Allerdings kam ein Treffen nicht zustande, da der Gitarrist im Verkehr stecken blieb. Weitere Unterstützung erfuhr die Gruppe durch Bassist Flea von den Red Hot Chili Peppers, Tom Morello von Rage Against the Machine und von Vernon Reid, Gitarrist der Band Living Colour.
Nachdem die Musikerinnen im Jahr 2020 ihren Oberschul-Abschluss erlangt hatten, siedelten sie in die indonesische Hauptstadt Jakarta über. Anfang 2021 begab sich die Band ins Studio und nahm ihre Single God, Allow Me (Please) to Play Music auf, die im gleichen Jahr erschien. Kurz vor der Veröffentlichung dieser Single erschien die EP The Other Side of Metalism (Live Session) mit Live-Aufnahmen von fünf Liedern. Im November und Dezember 2021 spielte die Band ihre ersten Konzerte in Europa.
Im Jahr 2022 erschienen mit [NOT] Public Property und PMS – Perempuan Merdeka Seutuhnya zwei weitere Singleveröffentlichungen. Im Sommer des gleichen Jahres spielte die Gruppe ihre zweite kleine Europatournee und trat unter anderem auf dem Wacken Open Air auf. Die Ankündigung des Auftritts des Trios auf dem Musikfestival sorgte bei konservativen Muslimen in ihrer Heimatregion abermals für Kritik. Die Gruppe trat beim Wacken auf der Headbanger Stage auf und spielte sowohl Coverversionen ihrer Lieblingslieder von Metallica und Rage Against the Machine als auch mit (Not) Public Property, School Revolution und God, Allow Me (Please) to Play Music eigene Lieder.
Im Juni 2023 kündigte Voice of Baceprot für August ihre erste Konzertreise durch die Vereinigten Staaten an, die elf Konzerte umfasst, darunter ein Auftritt auf dem Head in the Clouds in Los Angeles. Zudem kündigte die Gruppe ihr Debütalbum Retas an, das am 13. Juli 2023 offiziell veröffentlicht wurde. Im Juni 2024 spielten Voice of Baceprot als erste indonesische Band überhaupt auf dem Glastonbury Festival.

## Musik
Sowohl die Coverversionen als auch die eigenen Stücke von Voice of Baceprot werden als Heavy Metal beschrieben, der zudem Einflüsse des Post-Punk, der westlichen und heimischen Popmusik und Funk aufweist. Mit seiner Musik kämpft das Trio gegen die Stereotype der muslimischen Frau, die unterwürfig ist und keine Stimme besitzt. Auch greifen die Texte der Gruppe das desaströse Bildungssystem Indonesiens und ebenso persönliche Erfahrungen mit Mobbing auf. Die Musikerinnen trennen Religion und ihre Musik voneinander. So beschreiben sie den Islam als ihre Identität, aber auch als Privatangelegenheit, während der Heavy Metal ihre Art ist, eigenen Gedanken und Gefühlen Ausdruck zu verleihen.
Rachel Roberts vom britischen Kerrang! schrieb, dass die Liedtexte ohne protzige Metaphern oder unterschwellige Botschaften daherkommen, sondern direkt und ehrlich seien. Die Texte richten sich gegen Krieg und Sexismus und sprechen für Frieden und Empowerment. Manche Lieder haben Pop-Rock-artige Melodien, andere hingegen sind im Rap-Rock verwurzelt. Roberts erkannte eine musikalische Spannweite vom Classic Rock über Pop-Rock bis hin zum Thrash Metal. Emma Wilkes bezeichnete Retas, das Debütalbum des Trios, als Erinnerung an den exzentrisch, kantigen Metal von System of a Down. In God Allow Me (Please) to Play Music werden ein robustes Riffing und ein funkig anmutendes Bassspiel erkannt, das an Rage Against the Machine anlehnt und Erinnerungen an den 90er-Jahre-Alternative-Rock weckt. Neben musikalischen Einflüssen von Rage Against the Machine und System of a Down werden auch Red Hot Chili Peppers als Inspiration gewertet.
Die Texte sind überwiegend in Englisch verfasst, einzelne Lieder auch in Sundanesisch.

## Bandname und Auftreten
Das Wort Baceprot stammt aus der sundanesischen Sprache und bedeutet auf Deutsch etwa „laut“. Der Name der Band lässt sich demnach als Laute Stimme übersetzen.
Da die Musikerinnen bei eigenen Konzerten mit Hidschāb auftraten, wurden sie oft gefragt, ob sie dazu gezwungen werden. Sängerin Marsya erklärte 2022 in einem Interview mit Alice Austin, sie trage die Kopfbedeckung freiwillig und betrachte sie als Symbol für Frieden und Schönheit.
Die Band sammelte gemeinsam mit dem British Council und der Organisation Women of the World Geldbeträge, die Opfern von sexueller Gewalt und sexuellem Missbrauch zugutekommen.

## Diskografie
Alben
- 2023: Retas (12Wired Records)

EPs
- 2021: The Other Side of Metalism (Live Session)
- 2022: School Revolution Remix EP

Singles
- 2018: "School Revolution"
- 2021: "God, Allow Me (Please) to Play Music"
- 2022: "[NOT] Public Property"
- 2022: "PMS – Perempuan Merdeka Seutuhnya"
- 2023: "What’s The Holy (Nobel) Today?"
- 2024: "Mighty Island"

## Auszeichnungen und Nominierungen
| Jahr | Auszeichnung | Kategorie                        | für                                 | Resultat  | Quellen |
| ---- | ------------ | -------------------------------- | ----------------------------------- | --------- | ------- |
| 2022 | AMI Awards   | Duo/Grup/Kolaborasi Rock Terbaik | God Allow Me (Please) to Play Music | Gewonnen  | [ 29 ]  |
| 2023 | AMI Awards   | Duo/Grup/Kolaborasi Rock Terbaik | PMS                                 | Nominiert | [ 30 ]  |